# Szörényi Levente
Szörényi Levente (teljes nevén: Szörényi Levente Bálint, Gmunden, Ausztria, 1945. április 26. –) Kossuth-díjas és Erkel Ferenc-díjas magyar zeneszerző, gitáros, énekes, szövegíró, Szörényi Szabolcs öccse. A Mediterrán, a Balassa, az Illés, a KITT-egylet és a Fonográf zenekarok egykori tagja. 1962-ben a Kőszegi Imre-Bajtala János-Szörényiék felállású zenekarral megnyerte az iskolai Ki mit tud?-ot, ehhez a formációhoz később Ráduly Mihály szaxofonos is csatlakozott.
Több tucat sikeralbum és színpadi darab szerzője, előadója. Jelentős részt vállalt a magyar beatzene megteremtésében. Illés Lajossal és a Tolcsvay fivérek zenekarával együtt, nevéhez fűződik a Kárpát-medence népzenéjének és a modern beat-/rockzenének a házasítása. Ezáltal sokat köszönhet a munkásságának a népzene népszerűsítésének ügye. Felesége volt Kovács Zsuzsa Jászai Mari-díjas színésznő, közös gyermekük Szörényi Örs zenész.

## Élete

### Családja, gyermekkora
Apai nagyapja, Groda Sándor (1890–1949) kaposvári születésű MÁV-főtiszt egykor a Szörényi bánság területén élt, innen vette fel vezetéknevét. Apai nagyanyja Lozovics Mária (1889–1961). Anyai nagyapja Paul Iván (1889–1972) zombori ügyvéd, pénzügyminisztériumi osztályfőnök, majd államtitkár volt.
Szörényi Gyula (1916–1988) festőművész, grafikus, főiskolai tanár és Paul Veronika gyermekeként született az ausztriai Gmundenben az Adolf-Hitler-Platz 8. szám alatt, mivel családja a második világháború forgataga elől külföldre menekülni kényszerült. Élete első fél évét töltötte szülőhelyén, 1945 őszén tértek haza, de kis-svábhegyi lakásukba nem mehettek vissza. Az 1950-es években Franciaországban élő nagymamája küldözgetett csomagokat a család számára, hogy boldogulásukat elősegítse. 1960 táján az egyik csomagban egy bunda érkezett, amely dollárokat rejtett magában – ebből a pénzből kapta meg Levente az első gitárját.
Bátyjával, Szabolccsal együtt szülei 1956 szeptemberében beíratták a szobi állami fiúnevelő intézetbe, ott bekerültek az intézet mandolinzenekarába.

### Zenei pályafutása

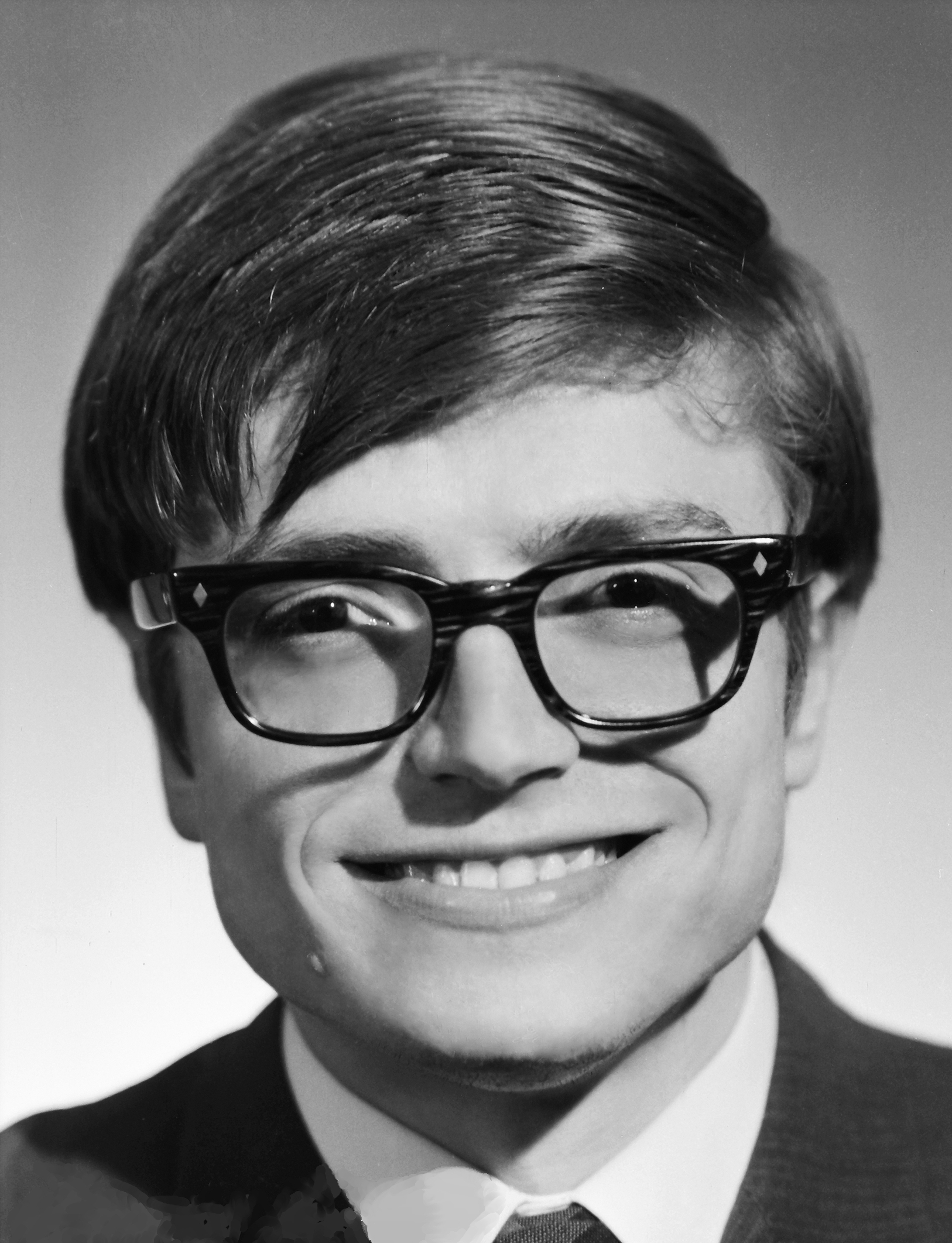
Novák Mária felvétele

Családjának több tagja is foglalkozott a zenével. Anyai nagyanyja, Csuka Etelka (1895–1992) zongoraművész és a Zeneakadémia zongoratanára volt. Keresztanyja Felvinci Takács Alice hegedűművésznő, akitől 1954-től kezdve 2 évig hegedülni tanult Szabolcs testvérével, valamint zongorázott is. Bágyoni Gézánál 4 évig tanult éneket. Később a szobi mandolin zenekar tagja lett, ezt követően a Kígyósi-féle Lenin úti munkaközösségben gitáriskolát végzett és 1963-ban már jó hírű, ismert gitárosnak számított. Később ugyanitt egy évig gitározni is tanított, amit végül az Illés együttes miatt hagyott abba. A váci Sztáron Sándor Gimnáziumba járt, ahol testvérével, Szabolccsal már gyakran léptek fel együtt mint gitárduó, az „őrült Szörényiek"-ként emlegették őket. Az újpesti Könyves Kálmán Gimnáziumban folytatta tanulmányait, osztálytársa volt Bajtala János, a Bajtala Trió tagja és Kőszegi Imre dzsesszdobos. A Szörényi testvérek velük nyerték meg az iskolai Ki Mit Tud?-ot 1962-ben, később Ráduly Mihály is belépett az együttesbe. Mediterrán néven indultak az 1962-es országos Ki Mit Tud?-on, de csak az elődöntőig jutottak. A zenekarra felfigyeltek, így hamarosan Koncz Zsuzsát és Gergely Ágit is kísérték, és önálló számokat is játszhattak.
1962-ben a Mediterrán, 1963–64-ben a Balassa-, 1965-től 1973-ig az Illés-együttes tagja volt. Már a Balassa-együttessel is igen nagy népszerűségre tettek szert, hiszen egy szovjet és egy lengyel turnén is felléptek és az egyik szovjet állomáson egy 20 000 fős stadiont is megtöltöttek.
Miután a '60-as évek elején már ismert gitárosnak számított, több zenekar is hívta felvételekre, a Deák együttes, a Stúdió 11 és a Bergendy-együttes is. Utóbbi kettő állandó tagnak is szerződtetni akarta, de Levi nem vállalta, arra hivatkozva, hogy ez nem az ő műfaja. 1964-ben ismerkedett meg Illés Lajossal, aki később többször is hívta vendégszerepelni a bercsényis Illés bulikra. A bulik sikere nyomán aztán Illés Lajos is felkérte, hogy csatlakozzon a frissen átalakult zenekarához. Levente aztán végül azzal a feltétellel, hogy bátyját, Szabolcsot is hozhatja, elvállalta a felkérést. Szerepelt Révész György 1967-es Egy szerelem három éjszakája című zenés filmjében.

### Az Illés-együttes tagjaként
1965 óta az Illés-együttes tagja és ekkortól dolgozik együtt Bródy Jánossal. 1965-ben a Magyar Rádió amatőr vetélkedőjén első díjat nyertek. Az 1966-os Táncdalfesztiválon is szerepeltek a Még fáj minden csók című dalukkal, amellyel második díjat nyertek. Az 1968-as Táncdalfesztiválon az Amikor én még kissrác voltam című dalukkal első helyen végeztek, a fődíjon kívül még 5 díjat kaptak. A második díjat szintén egy Szörényi-Bródy szerzemény, a Színes ceruzák nyerte meg, Koncz Zsuzsa előadásában. Az 1971-es Táncdalfesztiválon is indultak, és második helyezett lettek, az Elvonult a vihar című dalukkal, amelyből a szilveszteri adásban önparódia is készült. 1973-ban a miskolci első magyar popfesztiválon is felléptek. 1973-ban tagja volt a Bródy János által létrehozott KITT-egyletnek, amely az Illés zenekarból, Koncz Zsuzsából és a Tolcsvayék és a Trióból állt. Szörényi a zenekarral hat Magyarországon, és egy a Német Demokratikus Köztársaságban megjelent albumot készitett.

### A Fonográffal

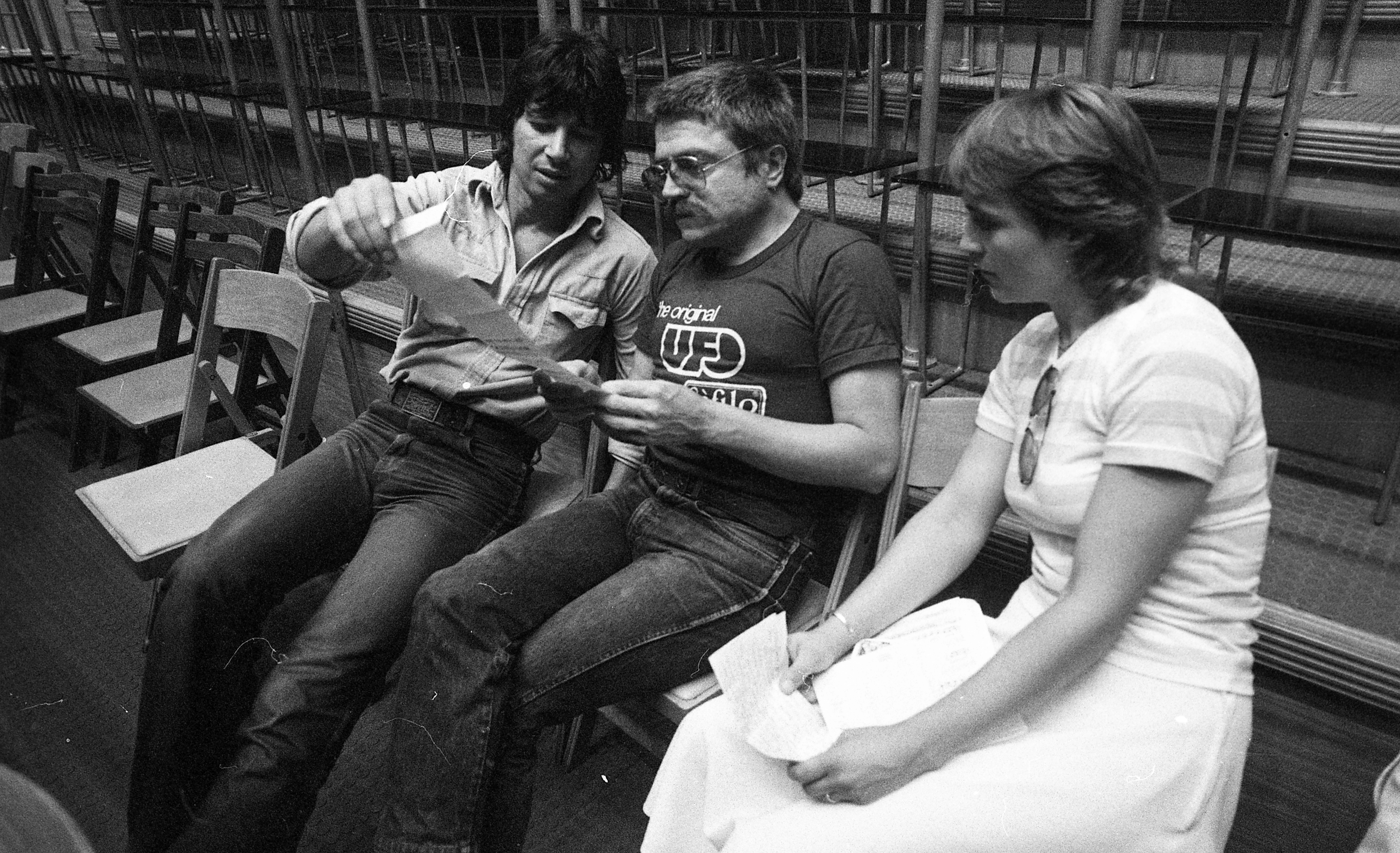
Bródy János, Szörényi Levente és Kovács Kati 1978-ban (Urbán Tamás felvétele)

1974–1984 között a Fonográf együttes alapító tagja, zeneszerzője és énekese volt. 1978-ban az Omega együttes és a Locomotiv GT korábbi szövegírójával, Adamis Annával készített egy albumot Kovács Katinak. A lemez igen kalandos úton készült, hiszen Szörényi Levente addig szinte kizárólag Bródy Jánossal dolgozott együtt és egyetlen énekesnőnek, Koncz Zsuzsának írt dalokat. A lemez nem aratott közönségsikert és az eladási példányszámok sem közelitették meg Kovács Kati korábbi albumaiét, noha a lemez nagy nyilvánosságot kapott. Többek között szerepel rajta Az Utazás cimű első Szörényi szólóalbum dobozban maradt Hidd el, ez Ő cimű dalának új változata, A jel rajtam cimmel. Szörényi Levente többször nyilatkozta, hogy a közhiedelemmel ellentétben nem Koncz Zsuzsa, hanem Kovács Kati volt mindig az, akivel szívesen dolgozott volna.
1980-ban jelent meg a „Szörényi–Bródy Az első 15 év” című 360 oldalas könyv a Zeneműkiadó gondozásában (ISBN 963-330-411-3), Koltay Gábor korábbi interjúk és újságcikkek valamint saját interjúi felhasználásával készült könyve, amely a szerzőpáros és zenekarai történetét foglalja össze. Az Illés együttes újraéledésére 1981-ben került sor, amikor hét szűk esztendő után megrendezett koncertre újra összeállt a KITT-egylet egy koncert erejéig. Az érdeklődés hatalmas volt. Koltay későbbi visszaemlékezései szerint a koncertre azért került sor, mert az Illés zenekarról készitendő filmjéhez nem álltak rendelkezésre vizuális dokumentumok. Az eseményről Koltay Gábor készített filmet és könyvet, zenei anyagát lemezen is kiadták (az első kiadású lemez borítóján Bródy János neve szerepelt Petőfi Sándor helyett a „Nemzeti dal” alkotójaként). 1983-ban a kiemelkedő zeneszerzői és művészi tevékenységéért Erkel Ferenc-díjjal tüntették ki, Szörényi Levente volt a második a könnyűzenében, aki ezt a díjat megkapta. (Elsőként Presser Gábor, 1977-ben.) 1984-ben a Fonográf együttes három telt házas Budapest Sportcsarnokbeli koncertjén visszavonult a színpadtól.

### A Fonográf után
Több sikeres rockopera és színpadi mű szerzője, közülük is a legsikeresebb, az István, a király, amit 1983-ban mutattak be a városligeti Királydombon, majd ezt követően a Szegedi Szabadtéri Játékoktól kezdve, a Népstadionon át, a Nemzeti Színháztól, a Budapest Sportarénáig még nagyon sok helyen tartottak bemutatókat, és több magyar színház is hosszabb-rövidebb ideig műsorán tartotta az előadást. Több külföldi előadás is volt, nagy sikerrel. Még az István, a király előtt, 1982-ben nagy sikerrel bemutatták a Kőműves Kelemen című rockballadát, amelyet több évig játszottak. A Fonográf Gmk. egyik alapítója. 1987-ben a Maradj köztünk segélykoncert himnuszának szerzője volt. 1988-ban részt vett Szegeden A felkelő nap háza című nemzetközi népzenei fesztivál létrehozásában. Még ebben az évben megjelent a következő rockballada, a Fehér Anna. Mindezek mellett több tucat élvonalbeli előadó és zenekar lemezein működött közre zenei rendezőként, hangmérnökként, illetve hangszeres előadóként is (pl.: Bojtorján, Kormorán, Muzsikás együttes, Hacki Tamás stb) Több nagy magyar költő verséhez szerzett zenét. Néhány szerző: Petőfi Sándor, József Attila, Arany János, Weöres Sándor, Wass Albert. Olyan Kossuth-díjas, első-vonalbeli szólistákkal készített felvételeket: mint Koncz Zsuzsa, Kovács Kati, Halász Judit, Sebestyén Márta, Rost Andrea. Számos film zeneszerzője.
Színpadi műveit élvonalbeli művészek adják elő. Sokak számára a Szörényi-művekben való szerep adta a kiugrási lehetőséget, az országos ismertséget, a későbbi karrier lehetőségét.
Néhány szereplő a Szörényi-művek előadói közül, a teljesség igénye nélkül: Vikidál Gyula, Varga Miklós, Deák Bill Gyula, Nagy Feró, Sebestyén Márta, Balázs Péter, Victor Máté, Balázsovits Lajos, Hegedűs D. Géza, Sörös Sándor, Gáspár Sándor, Rudolf Péter, Kaszás Attila, Páger Antal, Szakácsi Sándor, Rátóti Zoltán, Götz Anna, Bubik István, Ivánka Csaba, Rubold Ödön, Kalapács József, Rudán Joe, Kovács Kati, Kováts Kriszta, Jegercsik Csaba, Makrai Pál, Pápai Erika, Tóth Sándor, Csomor Csilla, Ráckevei Anna, Agárdy Gábor, Dörner György, Huszár László, Homonyik Sándor, Mihályi Győző, Auksz Éva, Izsóf Vilmos, Császár Angela, Botár Endre, Gazdag Tibor, Németh Attila, Gurbán János, Csengeri Attila, Feke Pál, Gerdesits Ferenc, Földes Tamás, Ivanics Attila, Kovács Ágnes Anna, Novák Péter, Hirtling István, Sasvári Sándor, Mészáros Árpád Zsolt, Homonnay Zsolt, Szerényi László, Janza Kata stb.
Dalait olyan élvonalbeli szövegírók munkája teszi teljessé, mint S. Nagy István, Bródy János, Adamis Anna vagy Lezsák Sándor. Maga is kiváló szövegíró. Például: Végtelen úton (1986)
1990 márciusában az Illés együttes 25. születésnapjára az Erkel Színházban zenészbarátok megemlékezést tartottak, elénekelve sok régi dallamot. Itt elhangzott Szörényi Levente Fénylő ölednek édes örömében... című oratóriuma is, amelyet előző évben a Margit-szigeten is bemutattak. A születésnapi műsor konferálója Ekecs Géza, népszerűbb nevén Cseke László, a Szabad Európa Rádió „Teenager–party”–jának egykori vezetője volt. Az együttes a nézőtéren az első sorban foglalt helyet, de a közönség a színpadra követelte őket, így a zenészbarátokkal közösen énekelték el a „Miért hagytuk, hogy így legyen” című dalt. Ekkor merült fel először egy búcsúkoncert lehetősége is. (Szörényi Levente: „Ha minden körülmény úgy alakul, lehet, hogy ismét csinálunk egy koncertet.”)
1990. szeptember 15-én a Népstadionba invitálták a rajongókat egy Illés-búcsúkoncertre. A 14-ei főpróbán (melyet a nagy érdeklődés miatt egy héttel korábban nyilvánossá tettek) 40 ezer, a végleges előadáson 80 ezren (azaz telt ház!) hallgatták meg az együttes legsikeresebb dalait, a koncert valóságos népünnepéllyé vált. Erre a koncertre két vadonatúj Illés számot is írtak Szörényiék, „Új világ”, és „Kenyér és vér” címmel. A koncertről CD került kiadásra, melynek érdekessége, hogy a kiadója eredetileg a Som Lajos és Zalatnay Sarolta kiadója lett volna, a Strigon, de csak egy lemez jelent meg, a másodikat már nem jelentették meg. Két évvel később az együttes igényes kiadásban adta ki a koncert anyagát (Tympanon, 1992). Karácsonykor jelent meg a dupla album, minden példány számozva, LP–n, CD–n és kazettán is. Érdekessége ezeknek a kiadásoknak, hogy a három hanghordózó műsora és műsorideje is különbözik egymástól. A koncert után a rajongók azt hitték, hogy az álom zeneszerző-páros újra egymásra talál, de csalódniuk kellett: a politika beleszólt az emberi kapcsolatokba, Bródy az SZDSZ, Levente pedig az MDF rendezvényein kampányolt. A koncertet élő egyenes adásban közvetítette a Magyar Televízió.
1992. december 24–én az együttes a Magyar Televízió nyilvánossága előtt lépett fel újra, a Fővárosi Művelődési Házban, ahol a zsúfolásig megtelt helységben a rajongókkal találkoztak, beszélgettek a „hősi múltról”. 1993-ban nagy sikerrel bemutatták az Atilla – Isten kardja című új rockoperát a Margit-szigeten. Az eredetileg 4 előadásra hirdetett produkció a közönség óriási érdeklődése nyomán végül 16 előadásra emelkedett és ez az előadásszám rekordot hozott a Margit-szigeti Szabadtéri Színpad akkor 57 éves múltjában. Ezt követőleg 1994 karácsonyán a Erkel Színház mutatta be a darabot 4 előadásban. 1999-ben az István, a királlyal együtt felújításra került.
A végleges búcsút – mint később látható nem volt végleges – 1996 májusában tervezték, a Budapest Sportcsarnokban. Eredetileg egy előadáson szerettek volna elbúcsúzni közönségüktől, de a hatalmas érdeklődés miatt végül is három telt házas előadást tartottak május 10–én, 11–én és 17–én. Ezen a koncerten a vezető slágereik mellett a ritkábban előadott számokat is eljátszották. A koncerten előadott számok megjelentek CD-n és kazettán is (Illés '96), valamint a Magyar Televízió is filmet készített róla és levetítette. Szebeni András Illés jelentés '96 címmel egy könyvet is szerkesztett az eseményről. 1997-ben Szegeden bemutatták az új rockballadát, a Kiátkozott címmel, amelyet később a Nemzeti Színházban is előadtak. 1998-ban duettlemeze jelenik meg Rost Andrea opera-énekesnővel.
Szent István megkoronázásának ezredik évfordulójára az uralkodó utolsó éveiről, az utódlását előkészíteni igyekvő öreg király drámájáról Szörényi Levente és Bródy János új történelmi operát írtak, Veled, Uram! címmel, melynek ősbemutatójára 2000. augusztus 19-20-án, Esztergomban, a Bazilika előtti Szent István téren került sor a Magyar Millennium országos ünnepségsorozatának kiemelt eseményeként.
2001-ben az Illés együttessel újra felléptek a telt házas Népstadionban, a Metro és az Omegával rendezett közös koncerten. 2003-ban Csíksomlyón közel félmillió ember előtt bemutatták az István, a királyt. Ugyanebben az évben elkészült az Ének a csodaszarvasról című animációs film, amelynek zenéjét szintén Levente írta. Ebben az évben írta az Elég volt! című kóruskantátáját is, Wass Albert szövegrészleteire. 2004-ben a Fonográf együttessel nagy sikerrel felléptek a telt házas Kisstadionban.
2005-ben a legendás Illés 40 éves jubileumára két előadást terveztek, augusztus 5-én Csíkszeredában (korábban sosem játszhattak Erdélyben) és a Sziget Fesztivál nulladik napján. Nem sokkal a bejelentés után Pásztory Zoltán váratlanul elhunyt, a koncerteket nem mondták le, de immár valóban végleges búcsúkoncertté nyilvánították. Az Illés-együttesben ekkor Szörényi Örs (Levente fia) foglalta el Pásztory helyét. Ebben az évben Amikor én még kissrác voltam – Tisztelgés az Illés zenekar előtt címmel egy feldolgozás lemez jelent meg, amelyen 13 mai előadó dolgozta fel az Illés együttes dalait. 2006-ban bemutatták a következő rockoperát, a Budapest Sportarénában, Árpád Népe címmel. 2007-ben Szörényi Levente az FG-4 nevű Illés-Fonográf emlékzenekarral kiegészülve búcsúztatta a bontásra váró legendás körtermet az FMH-ban, ahol előadott néhány dalt. Szintén ebben az évben, az Illés-együttes alapító tagja, Illés Lajos hosszan tartó súlyos betegségben elhunyt.
2008-ban az István, a király 25 éves jubileuma kapcsán a művet felújították és egy TV-s műsor keretein belül kiválogatott szereplőkkel be is mutatták két telt házas előadáson, a Budapest Sportarénában. Még ebben az évben fellépett A magyar dal napja című rendezvény keretein belül a Szigeten, A Társulat és Bródy János társaságában. 2010 végén Szörényi Levente „Hattyúdal” című koncertjével búcsúzott el közönségétől, többek között Illés-dalokat is eljátszva.
Eredetileg az együttes még élő tagjai, valamint „különleges képi és hangtechnikával” Illés Lajos és Pásztory Zoltán is részt vett volna a koncerten, tehát ezt tekinthettük volna az Illés utolsó fellépésének, de ezt Illés Lajos házastársa személyiségi jogokra hivatkozva nem engedte, így Szörényi az óbudai Danubia zenekar kíséretével énekelte el a dalokat. 2012. március 24-én 4 szám erejéig újra összeállt a Fonográf együttes a budapesti Illés klubban. 2011 és 2012 márciusa között felújításra került a 2000-ben bemutatott Veled, Uram! című rockopera, amelyben új betéteket és prózai jeleneteket is írt a szerzőpáros. A felújított változat premierje 2012. március 30-án volt a Thália Színházban.

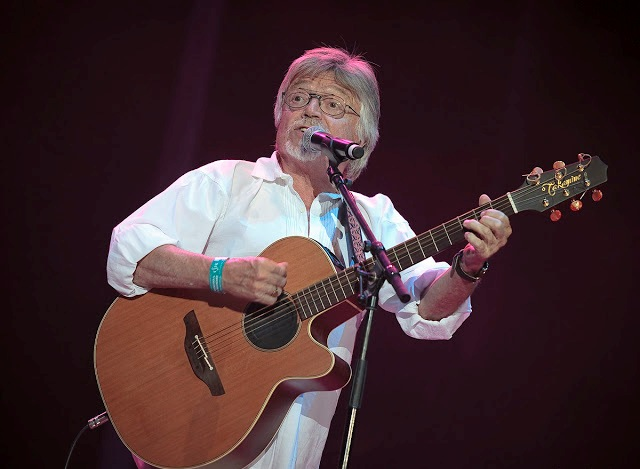
Szörényi Levente a Sziget Fesztiválon 2012-ben (Polinszky Gyula felvétele)

2012-ben a Sziget Fesztivál huszadik jubileumi alkalmával rendezett mínusz második napon, a Magyar Dal Napján 80 előadó között Levente is fellépett. 3 szám erejéig állt a színpadra Charlie-val és zenekarában. A Ne gondold, az Utcán és a Little Richard című dalokat játszották el, utóbbiban Bródy János is közreműködött. A Sziget Fesztivál mínusz egyedik napján a Csík zenekar és a magyar rockzene legendás képviselői: Szörényi Leventén kívül Kovács Kati, Presser Gábor, Bródy János, és Földes László (Hobo), valamint még Lovasi András, Kiss Tibor, Ferenczi György adtak egy három órás nagykoncertet. A különleges alkalomra készítettek egy feldolgozást Daloskönyv címmel, melyben olyan dalokat dolgoztak fel, amelyek a magyar könnyűzene szempontjából is unikális. A feldolgozásban hidat teremtenek a magyar népzene és könnyűzene között, mert az eredeti előadók dalaikat népzenei kíséretben adják elő. 2012-ben több előadó koncertjén is fellépett vendégként, játszott például Demjén Ferenccel, vagy a Miskolci Illés Emlékzenekarral is. 2012 végén is fellépett Demjén Ferenc vendégeként a Budapest Sportarénában, ahol három dalt adott elő önállóan, illetve további kettőt Rózsival duettben. 2013 elején fellépett a Vujicsics együttes vendégeként is.
2014. december 28-án az Illés együttes megalakulásának 50. évfordulóját ünnepelték meg a Papp László Budapest Sportarénában a Beatünnep 50 című nagyszabású koncerttel, ahol az együttes még élő három tagja - Szörényi Levente, Bródy János, Szörényi Szabolcs - mellett az akkori rockvilág fiatal sztárjai játszották az Illés slágereit, és a zenekar tagjai 20 számot adtak elő. A budapesti koncertet megelőzően Veszprémben, Győrben és Debrecenben is "bejátszó koncert" elnevezéssel előadták a műsort, majd az előadás felvétele CD-n és DVD-n is megjelent. Ugyanitt rendezték meg 2018. február 16-án a zenekar megalakulásának 45. évfordulóját ünnepelve az utolsó Fonográf búcsúkoncertet, ahol az együttes eredeti - Szörényi Levente, Bródy János, Tolcsvay László, Szörényi Szabolcs, Móricz Mihály és Németh Oszkár - felállásban lépett színpadra, és összesen 25 számot adott elő.
Számtalan előadónak írt dalokat, pályafutása elején leginkább az Illés számára, majd természetesen „saját” együttesének, a Fonográfnak. Nem hagyható ki művei közül több népszerű színházi mű, filmzene, rockopera sem. A Szörényi Levente szerzeményeinek időrendi listája oldalon Szörényi Levente (elsősorban zeneszerzői) művei időrendben, automatikus sorszámozással ellátva szerepelnek.

### Borászként
1994 óta foglalkozik szőlőtermesztéssel, ebben az évben vásárolt meg egy elvadult ős szőlőst és egy romos présházat a Balaton-felvidéken. Az elhanyagolt birtokot lekaszálta, szőlőt telepített rá, mely pár éven belül termésnek indult. Boraival több ezüst- és aranyérmet is nyert.

### Régészeti kutatásai
2000 óta egy szentendrei bejegyzésű régészeti alapítványa is van, Holdvilág-árok Alapítvány néven, amellyel a Pomáz fölötti Holdvilág-árokban végeznek kutatásokat. Ennek története úgy kezdődött, hogy édesapja az 1950-es években a Magyar Tudományos Akadémia Régészeti Kutatócsoportjánál dolgozott, és fiaival gyakran járt ki nézelődni a pilisi Holdvilág-árokba. A gyermekekre akkoriban nagy hatással volt az élmény, Levente első alkalommal 1991-ben kutatott ott. Ez az alapítvány létrehozott egy Árpád Pajzs nevű díjat, amelyet minden évben hét ember kap meg. Ezt a kitüntetést olyan embereknek adományozzák, akik munkásságukkal, életvitelükkel, nemzetükhöz való ragaszkodásukkal arra érdemessé váltak. Minden díjátadón gálaműsort rendeznek, az elsőn, 2007-ben Szörényi Levente is fellépett, és előadta az arra az alkalomra írott A sziklák meghasadnak című művét. A kutatás állásáról Pilis Titkai címmel előadása is van, melyet az ország sok részén bemutatott.

### Íróként
Három könyve jelent meg, az első 1996-ban, a Betemetett Magyar Múlt című, Csathó Pál által alapított könyvsorozatban. Az első címe Az eltűnt Ősbuda nyomában. 1998-ban szerkesztett egy könyvet Sashegyi Sándor emlékére, amely ugyanebben a sorozatban jelent meg Holdvilágárok-Holtvilágárok címmel. Ezt követte 2005-ben a De ki adja vissza a hitünket?!, amely válogatott interjúkat tartalmaz, majd 2008-ban a Színház és történelem, amelyben az színpadi műveinek történelmi hátterére világít rá. Utóbbihoz egy vetített képes előadás is tartozik, amit az ország minden részén bemutatott és bemutat napjainkban is.
A Legendák és valóság a Pilisben című vaskos könyv társszerkesztője is volt, amely elsősorban Sashegyi Sándor 1945-ben megkezdett pilisi kutatásainak eredményét tartalmazza, és amelyhez szintén tartozik egy könyvbemutató előadás is.

## Művei

### Zeneművei
- Human Rights (beatoratórium, 1971)
- Kőműves Kelemen (rockballada) (1982)
- István, a király (rockopera, 1983)
- Fehér Anna (rockballada, 1988)
- Fénylő ölednek édes örömében… (Innin és Dumuzi-oratórium, 1989)
- Atilla – Isten kardja (rockopera, 1993)
- A kiátkozott (zenés történelmi játék, 1997)
- Atilla – Isten kardja (trilógia változat, 1999)
- Veled, Uram! (történelmi opera, 2000)
- István, a király (felújított változat, 2000)
- Atilla – Isten kardja (felújított változat, 2000)
- Ének a csodaszarvasról (zenekari szvit, 2003)
- Elég volt! (kóruskantáta, 2003)
- Árpád népe (misztikus opera, 2006)
- A sziklák meghasadnak (himnusz, 2007)
- István, a király (felújított, 30 éves jubileumi előadás, 2008)
- Veled, Uram! (felújított változat, 2012)

### Kislemezei
- Németh Lehel – Mediterrán : Kíséret – Számun – Minden Ország – Apache – EP7257 (1963)
- Szörényi Levente : Dal az ártatlanságról (Szörényi L.–Bródy J.) – Bánatvirág (Szörényi L.–Bródy J.) – SP 70058 (1973)
- Végső visszatérés (Szörényi Levente) – Miért hagytuk, hogy így legyen (Illés L.-Bródy J.) – HCD 37784 (94/M-157) (1994)

### Nagylemezei
- Utazás (szóló, 1973)
- Hazatérés (szóló, 1980)
- Végtelen úton (szóló, 1986)
- Levi’s Best–50 (válogatás, 1995)

### Duett albumok
- Kovács Kati/Szörényi Levente/Adamis Anna: Életem lemeze, 1978
- Sebestyén Mártával: Jeles napok, 1984
- Sebestyén Mártával: Szerelmeslemez, 1985
- Koncz Zsuzsával: Balladák, 1988
- Rost Andreával: Mindig veled 1998

### Filmzenéi
- Szevasz, Vera! (1967)
- Ezek a fiatalok (1967)
- Bűbájosok (1969)
- Eltávozott nap (1968)
- Holdudvar (1968)
- Az oroszlán ugrani készül (1969)
- Szép leányok, ne sírjatok (1970)
- Petőfi '73 (1972)
- Szabad lélegzet (1973)
- Álljon meg a menet (1973)
- Für die liebe noch zu mager? (1973)
- Tigrisugrás (1974)
- Hajdúk (1974)
- A kenguru (1975)
- Két pont közt a legrövidebb görbe (1975)
- Ékezet (1977)
- Egyszeregy (1978)
- A Trombitás (1978)
- Vasárnapi szülők (1979)
- A Kedves szomszéd (1979)
- Kabala (1981)
- Akli Miklós (1986)
- Ismeretlen ismerős (1988)
- Egészséges erotika (1988)

### Könyvei
- Szörényi Levente–Bródy János: István, a király. Rockopera Boldizsár Miklós Ezredforduló c. drámájának felhasználásával; Szörényi Szabolcs, Bp., 1983
- Az eltűnt Ősbuda nyomában; Design & Quality, Bp., 1996 (Betemetett magyar múlt)
- Holdvilágárok – Holtvilágárok. Sashegyi Sándor 1955. év végén készített tanulmányának szerkesztett változata; szerk. Csathó Pál, Szörényi Levente; Design & Quality, Bp., 1998 (Betemetett magyar múlt)
- De ki adja vissza a hitünket?! Szörényi Levente magyarságról, emberségről, Istenről és persze zenéről is; szerk. Kocsis L. Mihály; Magyar Egyetemi, Bp., 2005
- Makovecz Imre–Melocco Miklós–Szörényi Levente: Magyar lélek, magyar forma; Éghajlat, Bp., 2007 (Manréza-füzetek)
- Színház és történelem; Zikkurat Színpadi Ügynökség, Bp., 2008 + DVD

### Róla írták
- Újévi táncalbum 1968 (1967)
- Várhelyi Antal: Az Illés, Metro, Omega, Atlasz, Pannonia együttesek műsorából (1968)
- Az Illés együttes legsikeresebb dalai (1971)
- Miklós Tibor – Takács Ágnes: Keresem a szót, keresem a hangot (1977)
- Koltay Gábor: Szörényi-Bródy (1980)
- Koltay Gábor: A koncert – dosszié (1981)
- Koltay Gábor: István, a király (1984)
- Enyedi Zoltán – Fáth Péter – Kende Tamás – Kresz Albert: István, a király – Illés – Népstadion, 1990. szeptember 15. (1990)
- Szebeni András: Illés jelentés '96 (1996)
- Muszty Bea – Dobay András: Illés daloskönyv (1996)
- Kocsis L. Mihály: Illés – Énekelt történelem (1999)
- Koltay Gábor: István, a király emlékkönyv 1983–2008 (2008)
- Stumpf András: Szörényi. Rohan az idő; Trubadúr–Helikon, Bp., 2015

### Filmek
- Ezek a fiatalok
- Egy szerelem három éjszakája
- Extázis 7-től 10-ig
- Add a kezed (Illés Show)
- A koncert '81
- A búcsú '84
- Illés – Népstadion '90
- Illés – Karácsony '92 FMH
- Illés koncert '96
- Szuperkoncert – Népstadion 2001
- Fonográf – Kisstadion 2004
- Illés – Csíkszereda 2005
- Hattyúdal 2011

## Díjak, kitüntetések
- SZOT-díj – állami kitüntetés (1981)
- Popmeccs: Az év zeneszerzője (1983)
- Erkel Ferenc-díj – állami kitüntetés (1983)
- EMeRTon-díj megosztva az Illés-együttes tagjaival (1990)
- Magyar Művészetért Alapítvány különdíj (1990)
- A Magyar Köztársasági Érdemrend tisztikeresztje – állami kitüntetés (1994)
- Huszka Jenő Életműdíj (1995)
- Magyar Örökség díj (1995)
- Tőkés László-díj (1998)
- Kossuth-díj megosztva az Illés-együttes tagjaival (2000)
- Prima díj (2003)
- Hungaroton Életműdíj (2005)
- Budapest díszpolgára (2010)
- Fonogram Életmű-díj (2011)
- Artisjus-díj (2011)
- Jubileumi Prima Primissima díj (2012)
- Gundel Életműdíj (2013)
- Szeged Aranyérme (2013)
- Kölcsey-emlékplakett (2018)
- A XIII. kerület díszpolgára (2018)[24]
- Emberi Méltóságért-díj (2020)